# Geopolítica do petróleo

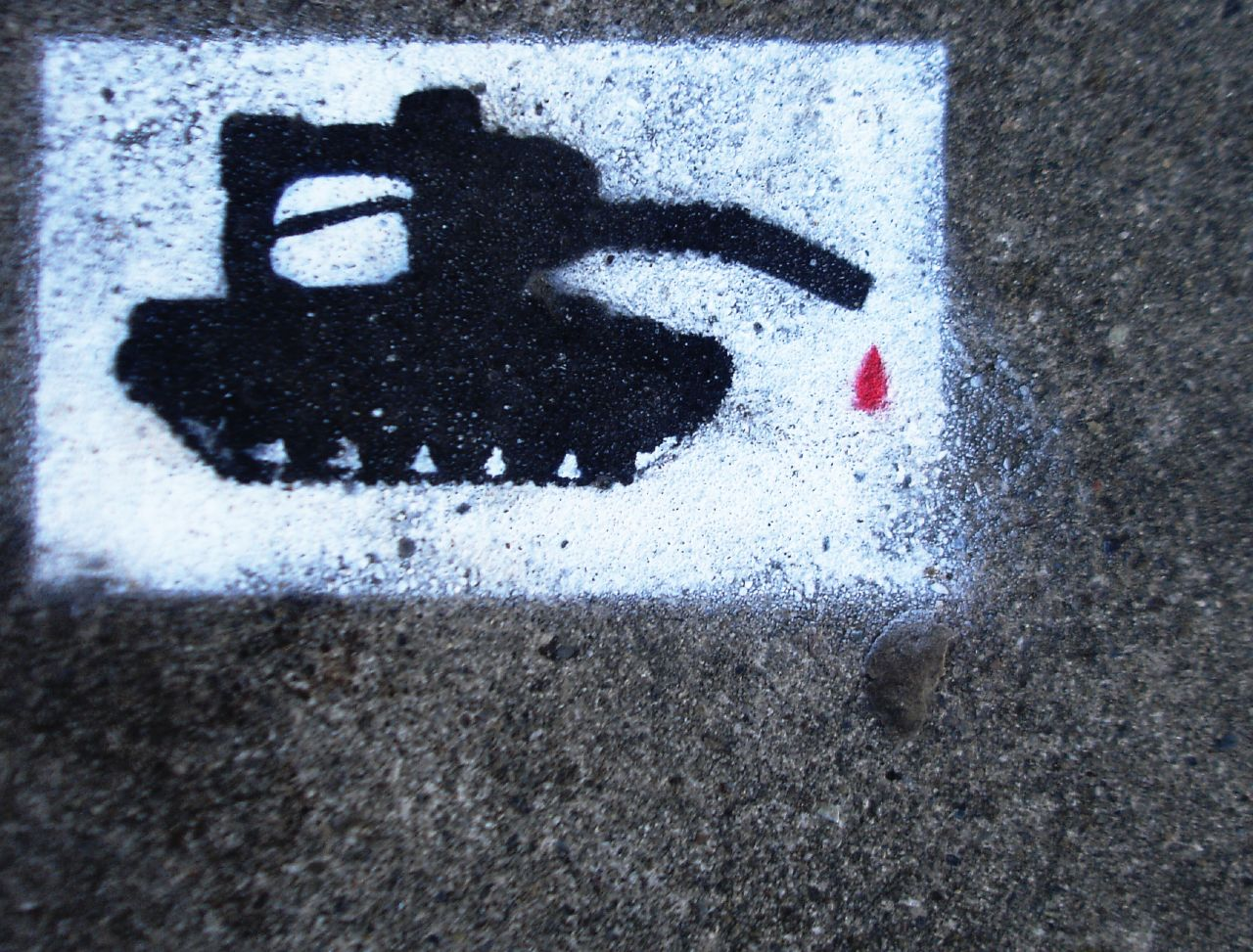
Imagem alusiva às guerras provocadas por petróleo.

Geopolítica do petróleo é o campo multidisciplinar do conhecimento cujo objeto é a disputa de poder em torno do petróleo ao redor do mundo.

## A criação da OPEP e outros eventos que antecederam os choques do petróleo

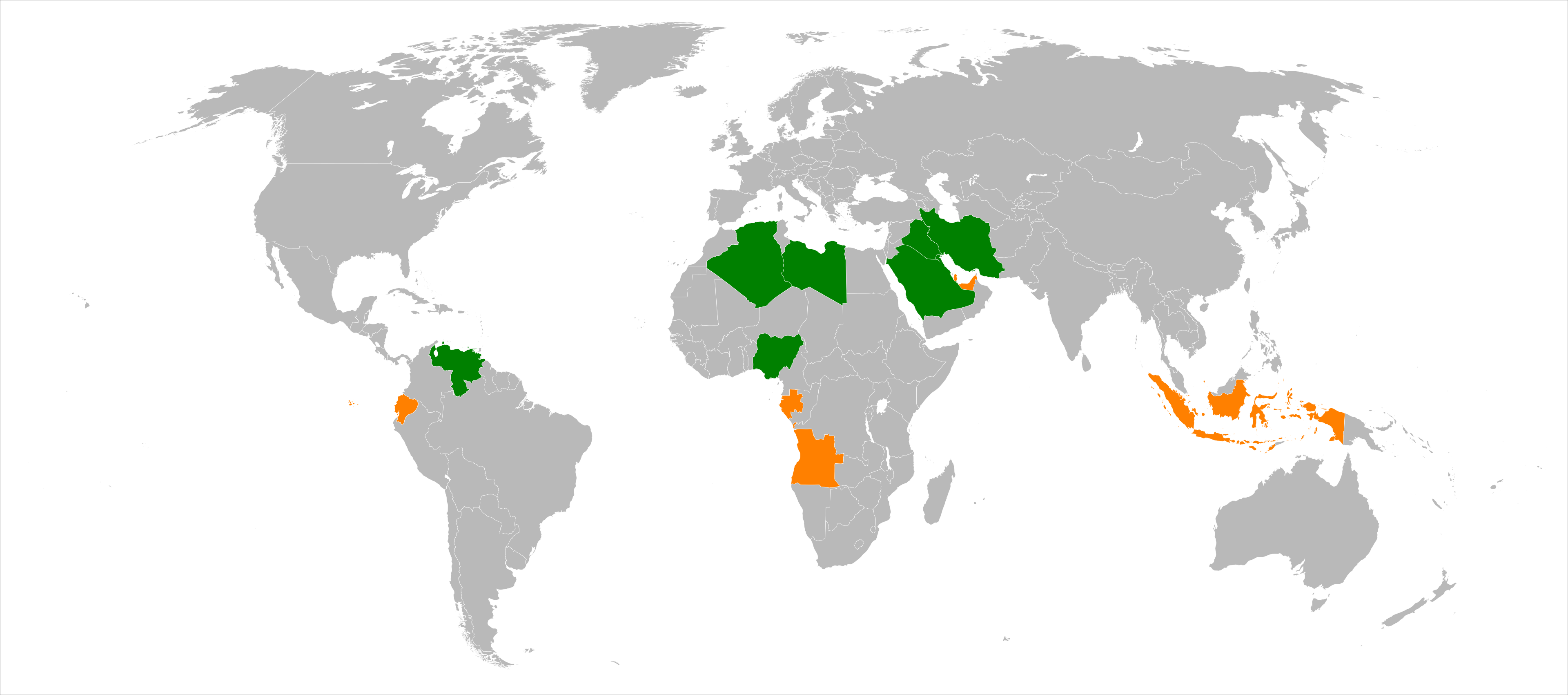
Países membros da OPEP em verde escuro e ex-membros em verde claro.

No pós-guerra, o preço do barril manteve-se estável nas décadas de 1950 e 1960, oscilando entre US$ 1,50 e US$ 2,00. Contudo, o dólar desvalorizou no período, causando prejuízos aos países produtores. O petróleo barato  foi essencial para a reconstrução da Europa ocidental e do Japão. Também foi fundamental para a consolidação da hegemonia dos Estados Unidos sobre o bloco capitalista e do estilo de vida consumista dos americanos, conhecido como american way of life, que foi utilizado como instrumento de propaganda contra a ameaça de expansão do comunismo.
O mercado petrolífero era então dominado por um cartel de empresas transnacionais, conhecido como as “sete irmãs” . Cinco empresas eram sediadas nos Estados Unidos: a Standard Oil de New Jersey (Exxon), a Standard Oil de New York (Mobil), a Standard Oil da Califórnia (Chevron), a Texaco e a Gulf. Outra empresa era sediada no Reino Unido: a British Petroleum, atual BP. E a última era sediada nos Países Baixos e no Reino Unido: a Royal Dutch Shell. Havia ainda uma oitava empresa muito importante: a Companhia Francesa de Petróleo, hoje conhecida como Total.
Em 1960, surge um cartel de países produtores para fazer frente ao cartel das transnacionais: a Organização dos Países Exportadores de Petróleo (OPEP). A indústria petrolífera da União Soviética havia se recuperado depois de ter sido destruída na Segunda Guerra Mundial. E, agora, a União Soviética estava exportando petróleo para países fora do bloco socialista, como a Itália. A reação das transnacionais foi reduzir o preço do petróleo para tirar a União Soviética do mercado dominado pelas transnacionais. A redução dos preços implicava na redução da renda petrolífera dos países produtores, pois era obtida por meio de impostos sobre os lucros líquidos e pelo pagamento de royalties.
A OPEP, no início não foi bem sucedida, pois o valor real dos preços do petróleo foi caindo ao longo dos anos de 1960 com a desvalorização do dólar e as transnacionais continuaram negociando diretamente com os governos dos países produtores. Contudo, a procura crescente por fontes de petróleo, por parte de países como a Itália e o Japão e por empresas americanas independentes como a Getty Oil e a Occidental, contribuiu para que os governos dos países produtores exigissem das empresas condições que lhe fossem mais favoráveis. A chamada repartição dos lucros líquidos fifty-fifty, ou meio a meio, foi conquistada primeiramente pela Venezuela, em 1943, durante a Segunda Guerra Mundial, quando a Venezuela exercia um papel fundamental de fornecer petróleo para os Estados Unidos, enquanto os Estados Unidos fornecia petróleo para os seus aliados na Europa. O fifty-fifty gradativamente tornou-se regra também no Oriente Médio, o que compensava em parte a perda pela desvalorização do dólar e pela manutenção dos preços do petróleo.
Em 1967, Israel e os árabes, liderados pelo Egito, travaram mais uma guerra, conhecida como a Guerra dos Seis Dias. O Egito, mesmo tendo sido derrotados por Israel, fechou o Canal de Suez, que ficou com o fluxo interrompido até 1975, encarecendo o frete para o envio de petróleo para o mercado europeu. Enquanto o canal esteve fechado, os navios petroleiros teriam de contornar o Cabo da Boa Esperança, na extremidade sul da África.

## Primeiro choque do petróleo (1973)

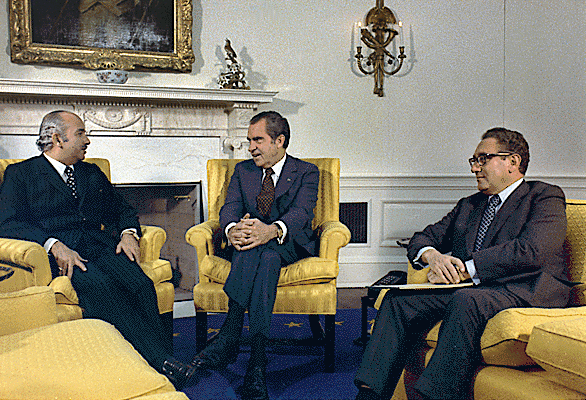
Em 31 de outubro de 1973, o Ministro das Relações Exteriores do Egito (esquerda) encontra-se com Richard Nixon (meio) e Henry Kissinger, Secretário de Estado americano, logo após o fim da Guerra do Yom Kippur.

Em 1969, um golpe de Estado derrubou a monarquia na Líbia e conduziu o coronel Muamar Kadafi ao poder. O novo governo passou a pressionar as companhias petrolíferas estrangeiras. Inicialmente, o governo exigiu um aumento de US$ 0,43 no preço do barril, mas a Exxon ofereceu apenas US$ 0,05. Na época, o Canal de Suez encontrava-se fechado e a Líbia fornecia 30% do petróleo consumido na Europa. A Líbia também pressionou a Occidental , uma companhia independente dos Estados Unidos, cuja produção de petróleo se concentrava na Líbia. O governo líbio estabeleceu um corte na produção da Occidental, de 800 mil bpd para 500 mil bpd, a fim de que a companhia cedesse às novas exigências. Por fim, o governo líbio conseguiu um aumento de US$ 0,30 no preço do barril e um aumento nos impostos sobre os lucros líquidos de 50% para 55%.
Em 1971, pelo Acordo de Teerã, as companhias petrolíferas aceitaram a determinação da OPEP em estabelecer uma tributação mínima de 55% sobre os lucros líquidos, um aumento de US$ 0,35 no preço do barril e aumentos programados para os próximos cinco anos.
Em 1973, Anwar Sadat, que sucedera Gamal Abdel Nasser, após a sua morte em 1970, levou o Egito e a Síria a um ataque surpresa a Israel no feriado do Yom Kipur. O propósito do Egito era retomar a Península do Sinai e a Faixa de Gaza, que foram conquistadas por Israel, em 1967, na Guerra dos Seis Dias. Embora Israel tenha derrotado rapidamente o Egito e a Síria, após a guerra, como resultado das negociações de paz, o Egito retomou o controle sobre a Península do Sinai, alcançando um dos seus principais objetivos. Como contrapartida, o Egito foi o primeiro país árabe a reconhecer a legitimidade da existência do Estado de Israel.
Antes, em meio à Guerra do Yom Kipur, os países árabes produtores de petróleo  impuseram um embargo aos Estados Unidos, que durante a guerra anunciou um pacote de ajuda militar de US$ 2,2 bilhões, além de reduzir progressivamente a produção de petróleo, medidas que contaram com ampla aprovação entre a população árabe, que, em geral, eram contra a existência do Estado de Israel. E o embargo do petróleo dos países árabes se estendeu aos Países Baixos, a Portugal, à África do Sul e à Rodésia (atual Zimbábue), países que apoiaram Israel.
Em poucas semanas, somente os países árabes reduziram a sua produção de 20,8 milhões bpd para 15,8 milhões bpd. Outros produtores, liderados pelo Irã, aumentaram a produção em apenas 600 mil bpd. Em apenas dois meses, a oferta de petróleo fora do bloco comunista diminuiu em 9%, o que representava 14% do comércio internacional de petróleo. E a taxa de crescimento do consumo de petróleo no mundo era de 7,5% ao ano. Tudo isso, gerou uma busca desenfreada pelo petróleo no mercado à vista, especialmente para assegurar estoques. Em dezembro de 1973, a OPEP fixou o novo preço do barril de petróleo: US$ 11,65. Aumentara em 1970, de US$ 1,80 para US$
2,18. Em setembro, antes da Guerra do Yom Kipur, o preço era de US$ 2,90 o barril. Em outubro, o preço havia sido fixado em US$ 5,12.
O efeito imediato ao Choque de 1973  foi a crise energética mundial. Foram tomadas, por toda parte, diversas medidas de racionamento e de uso mais eficiente da energia. Em 1974, foi criada a Agência Internacional de Energia (AIE) por 16 países do chamado Primeiro Mundo (países desenvolvidos do bloco capitalista) e a Turquia, a fim de coordenar ações emergenciais em novas crises energéticas, além de ser um fórum permanente sobre segurança energética. Hoje, a AIE é constituída por 28 países, todos membros da Organização para a Cooperação e o Desenvolvimento Econômico (OCDE), que reúne a maior parte dos países desenvolvidos do mundo.
O aumento da renda petrolífera dos países exportadores de petróleo possibilitou ampliar a importação de bens e serviços e a aplicação dos recursos excedentes no sistema financeiro das principais economias capitalistas. Isto contribuiu para a recuperação das principais economias capitalistas (1º. Mundo). Os mais prejudicados foram os países pobres do chamado Terceiro Mundo que não produziam petróleo, que passaram a contrair empréstimos no exterior devido ao aumento dos preços dos produtos importados, que encareceram com o aumento do petróleo.
Após o Choque de 1973, os governos dos países exportadores assumem o controle das empresas e dos ativos petrolíferos, e o regime de concessão é substituído pelo regime de prestação de serviço.
Os aumentos no preço do barril de petróleo  viabilizam a produção em outras localidades, como no mar do Norte, no México e no Alasca, além de ter contribuído para a redução às barreiras impostas ao petróleo da União Soviética.

## Segundo choque do petróleo (1979)

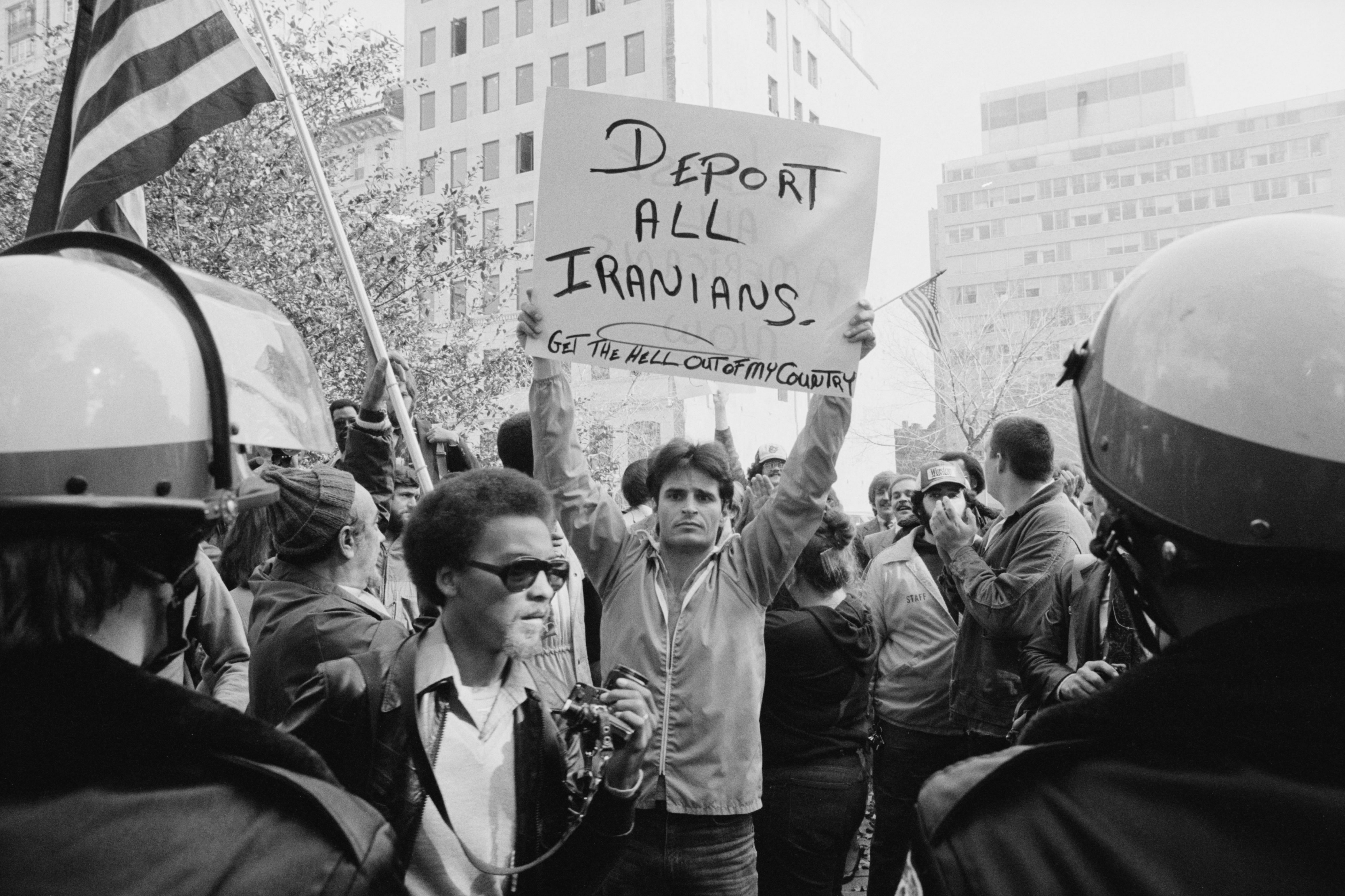
Protesto em Washington, DC, Estados Unidos, contra a Revolução Iraniana.

Uma das principais razões para o Choque de 1979 foi a Revolução Iraniana . E a outra foi a guerra entre o Iraque e o Irã.
O xá Reza Pahlavi foi deposto, em 1941, durante a Segunda Guerra Mundial pela União Soviética e pelo Reino Unido, a pretexto de que o petróleo do Irã não caísse nas mãos da Alemanha nazista. Em seu lugar foi colocado o seu filho Mohammad Reza Pahlavi, às vésperas de completar 21 anos de idade. Ele havia sido educado na Suíça e pouco conhecia a realidade do seu país.
Em 1951, os ativos petrolíferos no Irã da companhia petrolífera britânica Anglo-Iranian foram nacionalizados, sob a liderança do primeiro-ministro, de orientação nacionalista, Mohamed Mossadegh. Todavia, o Reino Unido sufocou a economia do Irã, de modo que o Irã não conseguisse produzir e exportar petróleo. Com a crise econômica e enfraquecido politicamente, Mossadegh perde grande parte do apoio popular e é deposto do poder em 1953 em uma operação que contou com agentes da Agência Central de Inteligência (CIA, em inglês). A população descontente com a situação econômica foi incitada a crer que Mossadegh estava se aproximando da União Soviética e dos comunistas. Isso desagradou principalmente os mais religiosos que associavam o comunismo ao ateísmo. O xá Reza Pahlevi, o filho, em meio à convulsão popular, foge do país, mas ao ser avisado de que Mossadegh fora deposto, volta ao país, e leva-o ao julgamento. Mossadegh passou três anos na prisão e depois viveu o restante da sua vida em prisão domiciliar até falecer em 1967.
A Anglo-Iranian, que passou então a se chamar British Petroleum, ingressou em um consórcio, que retomou o controle do petróleo iraniano em 1954, com a Standard Oil de Nova Jersey (Exxon), a Standard Oil de Nova York (Mobil), a Standard Oil da Califórnia (Chevron), a Texaco, a Gulf, a Royal Dutch Shell e a Companhia Francesa de Petróleo (Total).
Com o progressivo aumento da renda petrolífera, o xá Reza Pahlevi superou a sua insegurança, gerada pela forma como foi conduzido ao poder, ainda muito jovem e distante de seu pai, que estava nos exílio. Assim, foi eliminando ou controlando os espaços políticos (partidos, sindicatos etc.) que pudessem representar alguma ameaça à sua hegemonia, tornando a religião o principal local de resistência ao seu despotismo.
Além disso, o seu regime era caracterizado pelo colaboracionismo com as grandes potências, com o secularismo (o que particularmente irritava os mais religiosos), com a corrupção e com a concentração de renda e a consequente desigualdade social.
Embora o Irã tenha se tornado um país muito rico, sobretudo após o Choque de 1973, o despotismo, a corrupção, a crise de valores (secularização versus conservadorismo religioso) e a pobreza galvanizaram um levante contra um regime do xá por parte de todos os setores descontentes, como os comunistas, os nacionalistas e os democratas. Todavia, como o regime havia se caracterizado pela repressão violenta a todas as agremiações políticas divergentes, a revolução no Irã foi liderada pelos clérigos, que estavam mais organizados e mais próximos das aspirações populares. Em 1979, o xá Reza Pahlevi foge para o exílio e o aiatolá Ruhollah Khomeini assume o poder do Irã, que se torna uma República Islâmica.
As exportações de petróleo do Irã foram interrompidas no final de dezembro de 1978. A produção diária de petróleo, fora do bloco  comunista, do primeiro trimestre de 1979 foi de 2 milhões bpd a menos comparada à produção do último trimestre de 1978.
A crise se prolongou porque o Iraque, em 1980, aproveitou-se da vulnerabilidade causada pela Revolução islâmica no Irã e, tentou tirar proveito, declarando-lhe guerra . Pelo Tratado de Argel de 1975, entre o Irã e o Iraque, o Irã rompeu com os curdos iraquianos que lutavam para constituir uma nação independente em uma região petrolífera no Iraque. O Iraque, em troca, cedeu a margem leste do canal de Xatalárabe, um rio formado pela confluência dos rios Tigre e Eufrates e que deságua no Golfo Pérsico.
Com a tomada do poder pelos religiosos xiitas, Saddam Hussein, que havia assumido o poder no Iraque em 1979, rompeu com o Tratado de Argel, reivindicando todo o canal de Xatalárabe e a autonomia do Cuzistão, uma região petrolífera e de maioria árabe. Se o Iraque anexasse o Cuzistão, além de se apropriar de seus recursos petrolíferos, ampliaria a curtíssima saída do Iraque para o golfo Pérsico, melhorando significativamente a exportação do petróleo iraquiano. O Iraque possui uma costa de 58 Km de extensão. Já o Irã possui cerca de 1.700 Km de litoral no golfo Pérsico. Saddam Hussein, que era sunita, também sabia que as atividades políticas dos xiitas eram uma ameaça, pois a população do Iraque era e permanece sendo constituída majoritariamente por muçulmanos xiitas. Por isso, em 1978, Saddam Hussein, Ministro do Interior, a pedido do xá, expulsou o aiatolá Khomeini do Iraque. Depois de permanecer lá por catorze anos, Khomeini exilou-se na França e logo retornou para liderar o Irã.
Além disso, o governo de Saddam Hussein pretendia enfraquecer a posição do Irã pós-Reza Palevi no golfo Pérsico, substituindo o Iraque no lugar do Irã como potência regional.
No início dos ataques, 4 milhões bpd foram tirados do mercado, o que representava 15% da produção da OPEP. O petróleo árabe leve chegou a US$ 42,00 o barril.

## Os anos de 1980

### A reestruturação da indústria petrolífera
Com os choques do petróleo, as grandes companhias transnacionais buscaram se reposicionar. Somente com a revolução iraniana e as estatizações na Nigéria, a British Petroleum perdeu 40% do seu fornecimento de petróleo bruto, além do que já havia perdido no Kuwait, no Iraque e na Líbia. Como outras companhias, a British Petroleum procurou explorar áreas com menores riscos geopolíticos, como o mar do Norte e o Alasca. Em Mukluk, no Alasca, arcou com a maior parte dos US$ 2 bilhões investidos, em que as chances de sucesso de encontrar petróleo em abundância eram de um para três em vez de um para oito, como era habitual. Todavia, nenhum petróleo foi encontrado.
Após a onda de estatizações nos países produtores e o fracasso em Mukluk, a exploração, para as grandes transnacionais, passou a ser encarada como um investimento de alto risco. Logo, as grandes companhias passaram a dar preferência à aquisição de ativos de uma operação já existente. Além disso, as grandes transnacionais possuíam os oleodutos, as refinarias e os postos de distribuição, restando às  companhias nacionais dos países produtores vender o petróleo bruto às grandes companhias. Os mais prejudicados com os choques foram as companhias refinadoras independentes que, acostumadas com o preço do barril inferior a US$ 2,00 das décadas de 1950 e 1960, não suportaram os aumentos de preço decorrentes dos Choques de 1973 e 1979. As refinarias independentes que não suportaram o impacto tiveram os seus ativos depreciados e ou foram adquiridas por companhias mais robustas ou, simplesmente, tiveram as suas atividades encerradas.

### A redução dos preços
Com a concorrência, vinda por exemplo, da União Soviética e do mar do Norte, a OPEP enfrentou o dilema de ou cortar a produção e manter os preços ou reduzir os preços e perder a influência que a OPEP havia adquirido. Em 1979, a OPEP produzira 31 milhões bpd. E em março de 1982, a OPEP decidira limitar a produção em 18 milhões bpd com cotas individuais para cada país membro da OPEP. Contudo a produção fora da OPEP continuava crescendo e os preços caindo, levando os países a exportarem acima da cota a fim de compensar as perdas, forçando ainda mais a queda dos preços.
Apenas a Arábia Saudita não tinha uma cota estabelecida, pois ajustaria a sua produção conforme as necessidades da OPEP. Todavia, a receita petrolífera da Arábia Saudita, que no seu auge chegou a US$ 119 bilhões em 1981, caíra para US$ 36 bilhões em 1984 e US$ 26 bilhões em 1985. Como os demais países da OPEP não respeitavam as cotas estabelecidas e promoviam descontos, a Arábia Saudita, em meados de 1985, aumentou a produção de 2 para 5 milhões bpd. Ao estabelecer contratos de lucros garantidos para os refinadores, a Arábia Saudita esperava recuperar a sua participação no mercado, decorrente dos preços praticados pelos seus concorrentes.
O aumento abrupto da oferta de petróleo no mercado mundial contribuiu ainda mais para a queda de preços e, consequentemente, para a redução da renda petrolífera dos países produtores, dentro e fora da OPEP. Um dos efeitos foi agravar a crise econômica na União Soviética .
Mesmo os principais países consumidores temiam que a queda de preços estimulasse a dependência do fornecimento externo de petróleo e paralisasse o desenvolvimento de fontes alternativas ou a produção interna, que, em geral, apresentava custos superiores ao da produção nos países da OPEP. Logo, até mesmo os Estados Unidos pressionavam a OPEP pela estabilização dos preços.
Um ano e meio após a decisão da Arábia Saudita, a OPEP consegue restabelecer as cotas e estabelece acordos de redução da produção com outros produtores, como o México e a Noruega. Com isso, os preços se estabilizaram em patamares anteriores ao Choque de 1979.
Apesar de ainda ser um importante ator na geopolítica do petróleo, a partir deste momento a OPEP não mais exerceu o seu poder como exercera na década de 1970.

### O colapso da União Soviética
O colapso da União Soviética, em 1991, representou o fim de uma era na geopolítica do petróleo, marcada pelo temor por parte das grandes potências fora do bloco socialistas, como a França, o Reino Unido e, especialmente, os Estados Unidos, e das companhias  transnacionais de que os países produtores de petróleo aderissem ao comunismo e se aliassem aos interesses da União Soviética. Além disso, o fim da União Soviética marca o início de um período de intensas disputas pelo controle do petróleo e gás natural que antes era controlado pelo Estado soviético. Esta abordagem limita-se a apresentar brevemente os principais eventos que estão ao mesmo tempo relacionados com a geopolítica da energia e que contribuíram para o fim da União Soviética.
Em 1986 aconteceu o acidente nuclear de Chernobil, na RSS da Ucrânia, que na época era uma república soviética. Este foi o pior acidente nuclear da história, pois, além das vítimas fatais, a radioatividade contaminou não somente a União Soviética, como diversos países da Europa. O acidente fez com que crescesse a resistência à energia nuclear como alternativa ao petróleo, sobretudo nos países  desenvolvidos.
A economia da União Soviética, que estava abalada pela queda nos preços do petróleo decorrente do aumento da produção por parte da Arábia Saudita, sofreu graves prejuízos com o acidente nuclear. A produção agrícola teve que ser reduzida drasticamente devido à contaminação pela radioatividade. Com isso, houve um sério desequilíbrio na balança comercial, com a queda da renda da exportação de petróleo e gás natural e com a importação de alimentos, sobretudo grãos.
Outro evento relevante foi a guerra do Afeganistão. Em abril de 1978 os comunistas tomaram o poder no Afeganistão. O novo governo solicitou o apoio das tropas soviéticas para conter os insurgentes, que lutaram ao lado de combatentes do Paquistão e da Arábia Saudita, apoiados por Osama Bin Laden e pelos Estados Unidos, que temiam que o Afeganistão se tornasse uma nova república soviética e que a União Soviética avançasse em direção ao petróleo do Oriente Médio e ao Oceano Índico. Em 1988, Mikhail Gorbachev ordenou a saída das tropas soviéticas. Os custos dos combates no Afeganistão também contribuíram para o fim da União Soviética.

## Os anos de 1990

### A Guerra do Golfo

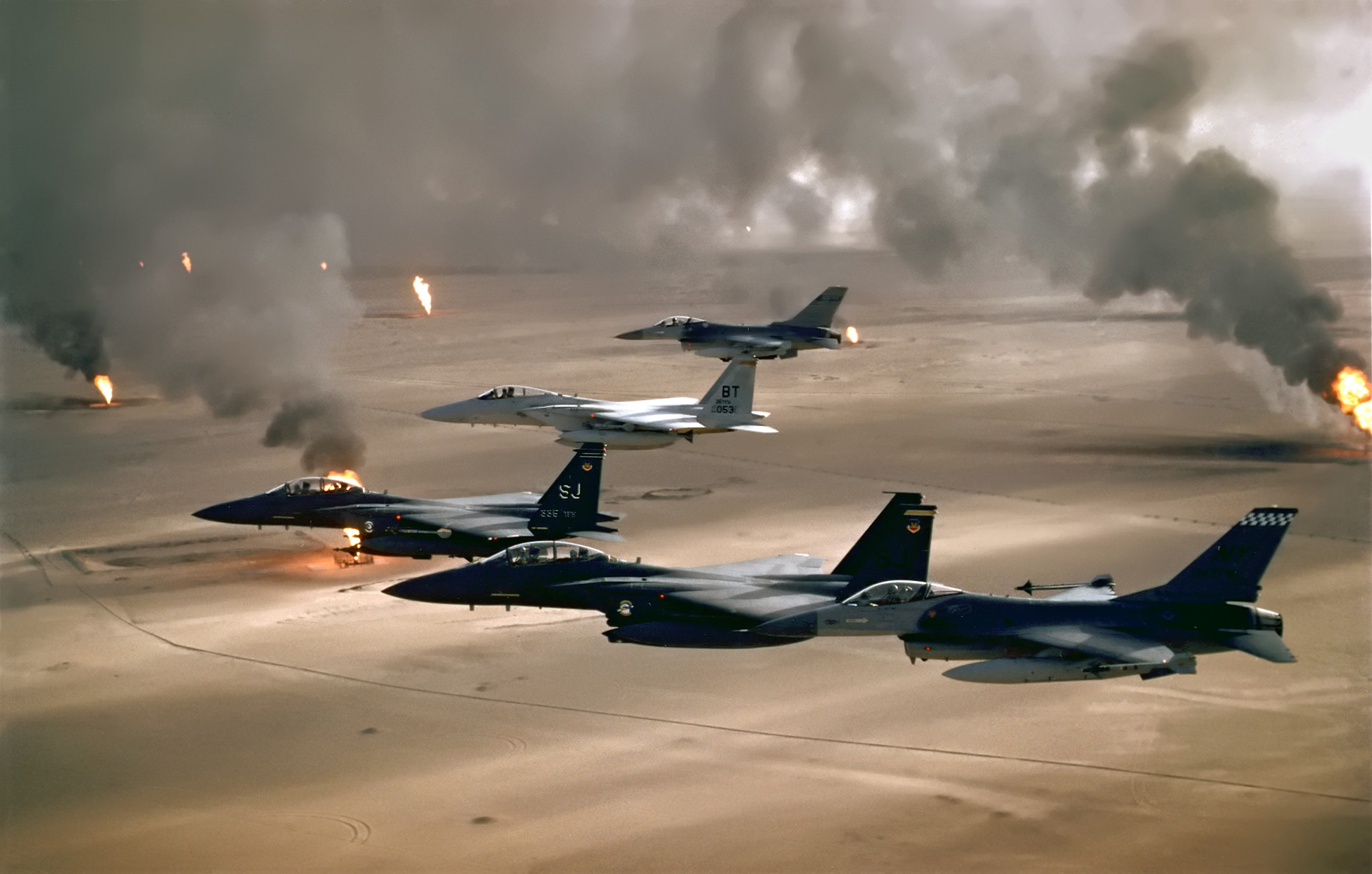
Aviões da Força Aérea dos Estados Unidos voando sobre poços de petróleo no Kuwait incendiados.

A Guerra do Golfo foi o primeiro conflito militar internacional em que o controle das reservas de petróleo ocupou o papel central. Interessante notar que a declaração do presidente George Bush é do ano anterior ao início dos conflitos na região do golfo. Além de defender seus interesses em relação ao petróleo, os Estados Unidos puderam se posicionar como única superpotência na nova ordem mundial emergente, considerando as mudanças em curso no leste europeu, simbolizadas pela queda do Muro de Berlim no final de 1989, e o colapso da União Soviética, que se desintegraria no final de 1991, mesmo ano do desfecho da Guerra do Golfo.
O Iraque estava ainda debilitado e endividado devido à guerra contra o Irã, que se encerrara em 1988 sem vencedores, quando, em 1990, invadira e anexara o Kuwait   a fim de se apropriar das reservas de petróleo do país vizinho e de alargar o seu litoral.
A extensão territorial do Kuwait é cerca de 24,5 vezes menor do que a do Iraque, porém o seu litoral é aproximadamente 8,5 vezes maior do que o do Iraque. O litoral do Iraque é de apenas 58 Km de extensão, o que dificulta o escoamento da produção de petróleo para o golfo Pérsico. Já o Kuwait possui um litoral de 499 km de extensão . Com o fim do Império Otomano, derrotado na Primeira Guerra Mundial, o Kuwait, que era um protetorado britânico, expandiu o seu território, restringindo o litoral do recém-constituído Iraque, a fim de limitar as possibilidades do país vizinho. O Iraque ficou sob a tutela do Império Britânico de 1919 a 1932.
O regime de Saddam Hussein também tinha pretensões de elevar o Iraque à condição de potência regional do golfo Pérsico e de país líder no “mundo” árabe, uma vez que o Egito perdera esta condição, uma vez que após a Guerra do Yom Kipur firmara a paz com o Israel e reconhecera a legitimidade de sua existência.
Com a invasão do Kuwait, o regime de Saddam Hussein teria o controle sobre um quinto das reservas provadas de petróleo no mundo, mas ainda assim inferiores às da Arábia Saudita, que possuía cerca de um quarto das reservas provadas no mundo. De qualquer forma, o Kuwait anexado ao Iraque alteraria o quadro do comércio internacional de petróleo, podendo o Iraque exercer maior influência sobre os preços.
Havia o temor de que o Iraque também invadisse a Arábia Saudita e assumisse o controle de parte de suas reservas de petróleo. Por isso, as primeiras ações militares dos Estados Unidos tinham como objetivo proteger a soberania da Arábia Saudita em relação à potencial invasão iraquiana.
Muitos muçulmanos consideraram uma profanação a presença de combatentes não-muçulmanos no país que abriga Medina e Meca, cidades sagradas para o islamismo.
Além disso, a participação de países árabes, como a Arábia Saudita, o Egito e a Síria, ao lado de não-muçulmanos, para combater outro país árabe, o Iraque, também foi outro motivo de escândalo, pois muitos muçulmanos não se conformavam com a dureza do Estados Unidos em relação ao Iraque e a complacência com Israel na Questão Palestina.
Sob este pretexto, os Estados Unidos passaram a sofrer diversos atentados terroristas supostamente praticados pela Al-Qaeda, como a morte de 18 militares americanos na Somália em 1993, a explosão de um carro-bomba na garagem do World Trade Center em Nova York no mesmo ano, os ataques às embaixadas dos Estados Unidos no Quênia e na Tanzânia em 1998, os atentados de 11 de setembro de 2001 nos Estados Unidos, entre outros. A Al-Qaeda foi formada inicialmente por ex-combatentes que lutaram, com o apoio dos Estados Unidos, contra os comunistas no Afeganistão nos anos de 1980. Osama bin Laden, líder da Al-Qaeda, ofereceu ajuda à monarquia da Arábia Saudita para combater uma possível invasão pelo Iraque. Todavia, a monarquia saudita preferiu o apoio dos Estados Unidos.
O Iraque, que invadira e anexara o Kuwait, em agosto de 1990, foi expulso do Kuwait no final do mês de fevereiro de 1991 após um mês de combates contra a coalizão internacional liderada pelos Estados Unidos, que rejeitaram a rendição do Iraque que fora negociada pela  União Soviética.
Os Estados Unidos tinham interesse em se estabelecer militarmente na região para salvaguardar os seus interesses no Oriente Médio, sobretudo aqueles relacionados ao papel do petróleo na economia mundial  , e, por isso, não impuseram uma derrota total ao Iraque, o que provocaria reações ainda mais hostis à sua permanência na região. Além disso, levar o Iraque a uma derrota total teria incentivado a população de outros países a se voltarem contra governos do Oriente Médio alinhados aos interesses dos Estados Unidos.
Interessava aos Estados Unidos manter o Iraque economicamente sufocado por meio de um bloqueio comercial a fim de que os próprios iraquianos se voltassem contra o governo de Saddam Hussein. A situação social se agravou de modo a levar centenas de  milhares de crianças a morte, principalmente por conta da fome e da desnutrição, mas não foi suficiente para que Saddam Hussein fosse destituído do poder.

### As disputas pelo legado da antiga União Soviética

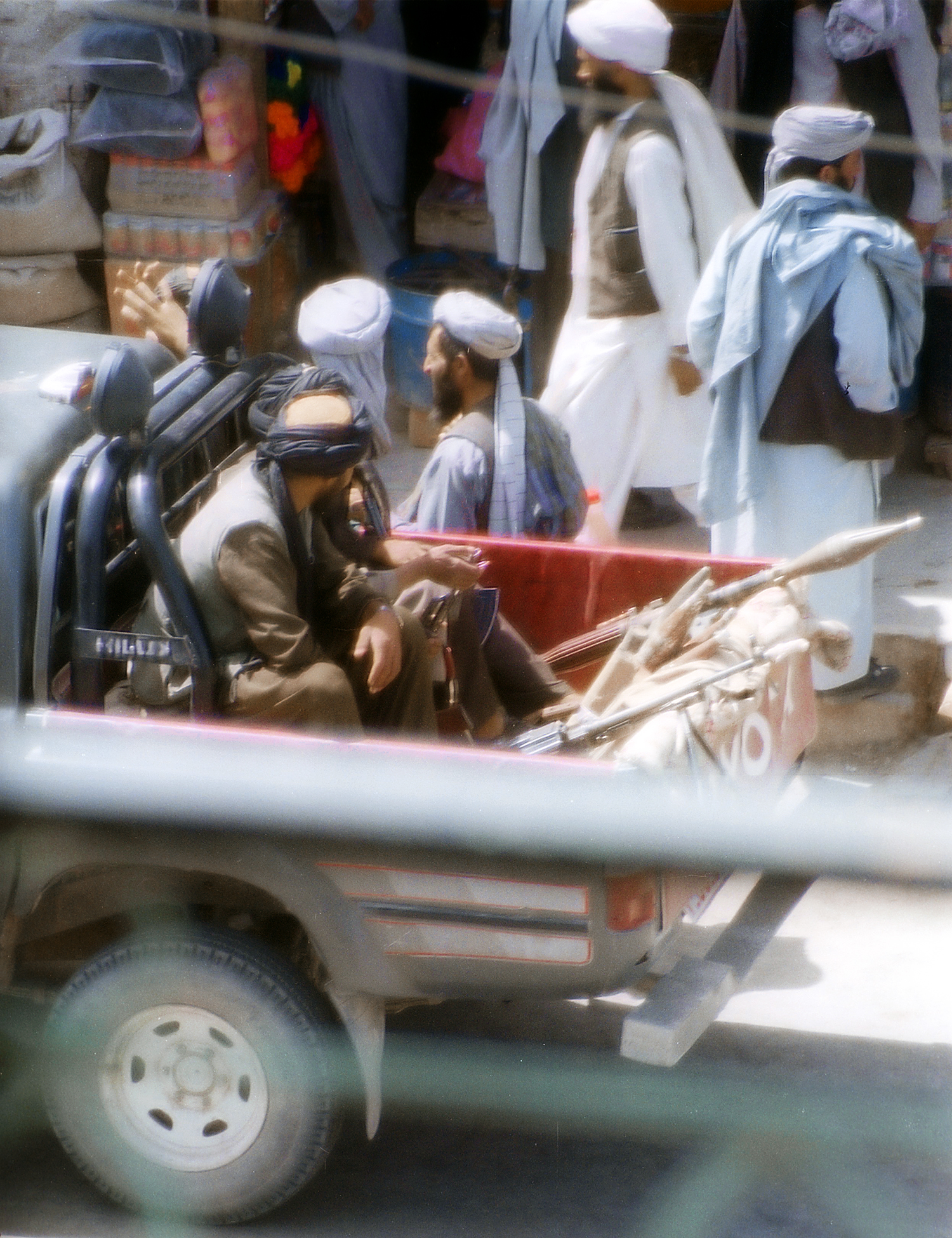
Grupo de talibãs.

Com a dissolução da União Soviética, aconteceram diversas investidas, especialmente por parte das companhias transnacionais de petróleo, para ganhar posições no controle do petróleo e do gás natural da Rússia e de outra repúblicas da antiga União Soviética. Além do retorno econômico para as empresas, interessava aos Estados Unidos conter as pretensões hegemônicas da Rússia na região e enfraquecer o papel da OPEP na regulação dos preços do petróleo.
A UNOCAL, uma grande empresa de petróleo dos Estados Unidos, estava planejando a construção de um gasoduto que pudesse levar o gás  natural do Turcomenistão ao Paquistão, de modo que pudesse transportar o gás natural pelo oceano Índico. Além dos interesses econômicos, o gasoduto atendia a estratégia geopolítica dos Estados Unidos, de diminuir a influência da Rússia sobre o Turcomenistão, que depende da malha de gasodutos que passa pela Rússia, para exportar para a Europa o gás natural, principal produto da economia do Turcomenistão.
Para isso, a UNOCAL negociava com os talibãs a passagem do gasoduto pelo Afeganistão antes mesmo de assumirem o poder em 1996. Os talibãs (que, traduzido, quer dizer estudantes) são um grupo de afegãos religiosos, conservadores, formados em escolas religiosas no Paquistão, que lutaram contra os comunistas e os soviéticos nos anos de 1980, ao lados de outros combatentes que vieram, principalmente, do Paquistão e da Arábia Saudita, apoiados pelos Estados Unidos.
O governo talibã estava em vias de ser reconhecido pelos Estados Unidos, a despeito das violações aos direitos humanos, quando em 1998, houve os ataques terroristas às embaixadas dos Estados Unidos no Quênia e na Tanzânia, em meio ao escândalo sexual envolvendo Bill Clinton, presidente dos Estados Unidos, e a estagiária Monica Lewinsky. Os ataques foram atribuídos à organização Al-Qaeda. Osama bin Laden, líder da Al-Qaeda, abrigou-se primeiramente no Sudão e, em seguida, no Afeganistão.
Em meio ao processo de impeachment, Bill Clinton ordenou que o Sudão e, posteriormente, o Afeganistão fossem bombardeados a fim de que Osama bin Laden fosse entregue aos Estados Unidos. O regime talibã, contudo, recusou-se a entregá-lo. Com isso, os Estados Unidos romperam as relações com os talibãs, e o gasoduto transafegão não foi viabilizado.
Nesta mesma época, Boris Yeltsin, presidente da Rússia, de 1991 a 1999, promoveu um amplo processo de privatização , sobretudo na área de petróleo. Um dos principais beneficiários foi Mikhail Khodorkovski com a privatização da YUKOS. Outra empresa privatizada foi a TNK, que se associou com a BP e formou a TNK-BP. Em 1997, inicia-se uma crise econômica mundial, que ficou conhecida como Crise Asiática. Com a retração econômica, a demanda e os preços do petróleo caíram, assim como os investimentos estrangeiros na economia, levando a Rússia a uma grave crise econômica. O Estado russo não dispunha de muitos meios para reagir, devido ao desmantelamento decorrente das reformas promovidas por Yeltsin.

## A geopolítica do petróleo noséculo XXI

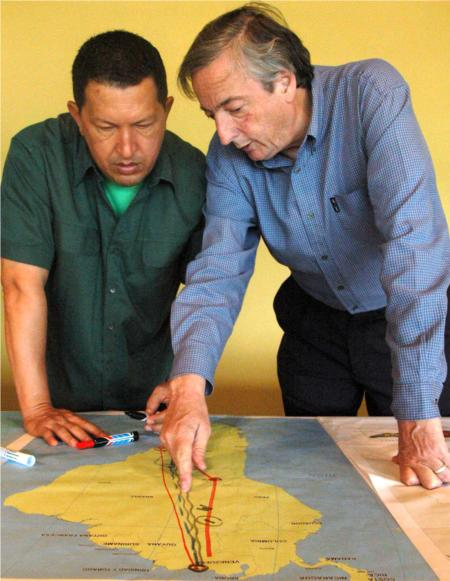
Kircher e Chávez discutindo sobre o Grande Gasoduto do Sul.

Em 2001, George W. Bush, filho do ex-presidente George H. W. Bush , assumiu a presidência dos Estados Unidos.
George W. Bush, assim como o seu pai, já possuía negócios na área de petróleo antes de chegar à presidência. Logo no início do seu governo, George W. Bush constitui um grupo interministerial para formular uma nova política energética , publicada em maio de 2001. O grupo foi liderado pelo vice-presidente dos Estados Unidos, Dick Cheney, ex-presidente da Halliburton, uma das maiores empresas de prestação de serviços para a indústria de petróleo. E este grupo ainda contou com a assessoria das grandes companhias transnacionais de petróleo. A nova política energética priorizava a maximização da produção interna e a garantia do acesso ao petróleo no exterior em detrimento de alternativas como o desenvolvimento de fontes renováveis e medidas para aumentar a eficiência energética.
Em meio à crise de legitimidade do governo de George W. Bush, em 11 de setembro de 2001 aconteceu o mais terrível ataque terrorista da história. Dois aviões comerciais sequestrados por terroristas atingiram as duas torres do World Trade Center, na cidade de Nova York, e um terceiro o Pentágono, sede do Departamento de Defesa americano, sediado em Washington, capital dos Estados Unidos. Um quarto avião sequestrado foi abatido a tempo e não atingiu nenhum alvo específico. Cerca de três mil pessoas morreram nos ataques, incluindo as vítimas do quarto avião. Nenhum passageiro ou tripulante dos aviões sobreviveu.
O ataque teria sido executado pela Al-Qaeda. Por isso, o governo de George W. Bush lançou a “Guerra ao Terror”, tendo como alvos principais o Afeganistão e o Iraque, embora não houvesse nenhuma associação entre o governo de Saddam Hussein com a Al-Qaeda ou mesmo com o terrorismo. Mesmo assim, com a “Guerra ao Terror”, George W. Bush alcançou no primeiro momento o prestígio que faltava ao seu governo, suficiente para conduzi-lo à reeleição.
Parece que os ataques de 11 de setembro de 2001 acabaram sendo convenientes a diversos objetivos do governo de George W. Bush, como os negócios com a indústria bélica, importante contribuinte para a campanha de George W. Bush à presidência, e também para aqueles objetivos expressos na nova política energética, publicada meses antes dos atentados.
O início do século XXI também foi marcado pelo crescimento dos preços do petróleo. É possível observar que, neste período, a demanda tem crescido, especialmente devido ao crescimento econômico da China e da Índia, e, em diversos momentos, a oferta tem sofrido quedas por guerras, conflitos e até mesmo catástrofes naturais, como a do furacão Katrina, em 2005, que interrompeu parcialmente a produção petrolífera no golfo do México, nos Estados Unidos.
Uma das razões para o governo de George W. Bush ter elegido Saddam Hussein como um dos seus principais inimigos é que no ano 2000 o Iraque vendeu petróleo em Euros, ameaçando a hegemonia do dólar no comércio internacional de petróleo. E temia-se que o gesto fosse seguido por outros países exportadores, o que traria graves consequências para a economia dos Estados Unidos.
A Venezuela, um dos principais fornecedores de petróleo para os Estados Unidos, que, presidida por Hugo Chávez desde 1999, voltou a cumprir as cotas estabelecidas pela OPEP e considerou fazer o mesmo que o Iraque, pois o dólar vinha perdendo valor frente ao Euro. Por isso, Hugo Chávez  tornou-se outro inimigo do governo de George W. Bush, sendo inclusive vítima de um fracassado golpe de Estado apoiado pelos Estados Unidos em abril de 2002. O governo de Hugo Chávez enfrentaria a sua pior crise quando enfrentou uma greve da  empresa estatal Petróleos da Venezuela (PDVSA) de dezembro de 2002 a fevereiro de 2003, que praticamente paralisou a produção de petróleo na Venezuela, ou seja, cerca de 3 milhões bpd a menos no mundo e que culminou com a demissão de cerca de quinze mil empregados da PDVSA.
Além disso, Hugo Chávez, contrariando interesses de determinados grupos econômicos sediados nos Estados Unidos, agia desde o governo de Bill Clinton para frustrar a constituição da Área de Livre Comércio das Américas (ALCA). Em contrapartida, o governo de Hugo Chávez efetivou um projeto alternativo de integração, a Aliança Bolivariana para os Povos de Nossa América – Tratado de Comércio dos Povos (ALBA-TCP), que, além da Venezuela, reúne Cuba e outros seis países da América Latina e Caribe. No contexto da ALBA-TCP, a Venezuela subsidia petróleo para vários países da ALBA e recebe principalmente gêneros alimentícios em troca. Cuba, por sua vez, envia médicos e professores para os diversos países da ALBA-TCP e já obteve significativos resultados na erradicação do analfabetismo. Tais iniciativas constituíram uma afronta à hegemonia dos Estados Unidos e do dólar na América Latina e Caribe.
Foi neste contexto, que os Estados Unidos apoiaram em 2009 outro golpe de Estado, desta vez em Honduras. O golpe, por sua vez, foi bem-sucedido, pois terminou com a deposição do presidente eleito e culminou com a saída de Honduras da ALBA-TCP.
Os Estados Unidos, por fim, concentraram os seus esforços de guerra do Afeganistão e no Iraque. Os combates no Afeganistão se iniciaram em outubro de 2001 e continuam até o momento, pois há muitos focos de resistência à ocupação estrangeira.
O Afeganistão está localizado em uma região estratégica para os Estados Unidos do ponto de vista geopolítico, pois se situa próximo a três potências mundiais emergentes, China (país fronteiriço), Índia e Rússia e, e faz fronteira com dois países relevantes do ponto de vista militar, o Paquistão e o Irã.
O Irã, que possui uma das maiores reservas de petróleo do mundo, é uma ameaça a economia americana, que é muito sensível à manutenção do comércio internacional de petróleo em dólares e às mudanças dos preços do petróleo, uma vez que os Estados Unidos são, ao mesmo tempo, um grande produtor e o maior importador de petróleo do mundo. Logo, a ocupação do Afeganistão e do Iraque é uma forma dos Estados Unidos intimidar o Irã, pois o Iraque, país fronteiriço, localiza-se ao oeste do Irã e o Afeganistão, outro país fronteiriço, localiza-se ao leste do Irã.
Expostas as principais razões, para o estabelecimento da ocupação dos Estados Unidos no Afeganistão do ponto de vista geopolítico, é necessário recordar que o Afeganistão se situa no caminho entre o mar Cáspio, região produtora de petróleo e gás natural, e o oceano Índico. Não é por acaso que os Estados Unidos estabeleceram dois consultores envolvidos com o projeto do gasoduto transafegão nos anos de 1990, Zalmay Khalilzad, como embaixador dos Estados Unidos no Afeganistão e, Hamid Karzai, como presidente interino do Afeganistão em dezembro de 2001. Hamid Karzai depois veio a se tornar presidente eleito do Afeganistão em dezembro de 2004.
O gasoduto, além de ser promissor do ponto de vista dos negócios decorrentes, se vier a se concretizar, terá grandes consequências geopolíticas, especialmente para o Turcomenistão, que dependerá menos da Rússia para comercializar a sua produção de gás natural. Todavia, o ambiente de turbulência no Afeganistão ainda não tem contribuído para que o projeto avance.
Se, todavia, os Estados Unidos não foram bem-sucedidos no gasoduto transafegão, o mesmo não pode ser dito em relação ao apoio à construção do oleoduto Baku-Tbilisi-Ceyhan (BTC), que a partir de 2006 passou a levar o petróleo de Baku, no Azerbaijão, para mar Mediterrâneo, especificamente ao porto de Ceyhan, na Turquia, passando por Tbilisi, capital da Geórgia. Deste modo, mais petróleo da região do mar Cáspio passou a escoar sem passar pela Rússia, além de viabilizar uma alternativa ao petróleo proveniente de países membros da OPEP. O BTC, o segundo maior oleoduto do mundo em extensão, possui cerca de 1.768 Km e é administrado por um consórcio de empresas liderado pela BP. Em 2010, o BTC exportou, em média, 784 mil bpd.
Apesar dos poderosos interesses dos Estados Unidos, a Rússia firmou-se como potência energética e continua exercendo forte influência sobre as demais ex-repúblicas soviéticas.
Vladimir Putin, sucessor de Boris Yeltsin, esteve na Presidência da Rússia de 2000 a 2008. Neste período, empreendeu grandes reformas no Estado e na economia russos, em que o setor do petróleo e do gás natural voltou a desempenhar um papel-chave . Outro personagem muito personagem na história recente da Rússia é Dmitri Medvedev, que em 2000, assumiu o comando da Gazprom, companhia controlada pelo Estado e maior empresa de gás natural do mundo. E, a partir de 2008, Dmitri Medvedev tornou-se o presidente da Rússia.
Em 2003 Mikhail Khodorkovski, da YUKOS, é preso sob a acusação de crimes fiscais. Em 2004 a Rosneft e a Gazprom, empresas controladas pelo Estado russo, compraram ativos depreciados da YUKOS.
A questão do gás natural entre a Rússia e a Ucrânia é um exemplo do poder russo sobre as demais ex-repúblicas soviéticas. A Ucrânia recebe parte do gás natural proveniente da Rússia como pagamento pela passagem do gás natural que é exportado da Rússia para a Europa. A outra parte é comprada da Rússia. Em 2005 a Gazprom decidiu equiparar os preços pagos pela Ucrânia ao mercado internacional instaurou-se o impasse. Em janeiro de 2006 a Rússia suspendeu a exportação de gás natural para a Ucrânia. Por sua vez, a Ucrânia se apropriou da exportação de gás natural da Rússia para a Europa.
Isso gerou um constrangimento com a União Europeia, que apoiava o fortalecimento dos seus laços com a Ucrânia e o afastamento das relações que subordinavam a Ucrânia aos interesses da Rússia. Ao final do mês o fornecimento foi restabelecido, todavia o impasse em relação aos preços permaneceu até janeiro de 2009 e a desconfiança em relação à Ucrânia e à Rússia por parte da União Europeia permanece.
Outro caso polêmico refere-se às relações entre a China e o Sudão, pois o Sudão é um dos maiores fornecedores de petróleo para a China, que por sua vez tem assento permanente no Conselho de Segurança da ONU e, portanto, direito a veto. Não fosse a demanda chinesa por petróleo, o Sudão estaria isolado e sufocado economicamente, sob a acusação de abrigar terroristas e de violações aos direitos humanos.
Divididos entre muçulmanos, cristãos e animistas, os conflitos no Sudão se intensificaram a partir de 2003, sobretudo em Darfur, oeste do Sudão, em que dezenas de milhares de pessoas morreram. Os conflitos culminaram na independência do Sudão do Sul, de maioria não-muçulmana, do Sudão, de maioria muçulmana, em 2011. Resta o impasse sobre a divisão da renda petrolífera, pois as reservas se concentram no Sudão do Sul, mas que depende do Sudão para escoar a produção até o mar Vermelho. Talvez o caso emblemático da geopolítica da energia no início do século XXI refira-se à compra da Unocal Corporation  pela Chevron. Na ocasião, a UNOCAL controlava reservas de cerca de 700 milhões de barris de petróleo e as suas reservas de gás natural equivaliam a um bilhão de barris de petróleo, espalhadas em diversos países do mundo, inclusive em território americano.
A CNOOC, empresa controlada pelo Estado chinês, ofereceu US$ 18,5 bilhões pela UNOCAL, mas os congressistas do Partido Republicano se mobilizaram para impedir a aquisição, alegando ameaça à segurança nacional. E, de fato, o presidente dos Estados Unidos tem o poder para impedir negócios estrangeiros nos Estados Unidos que ameacem a segurança nacional.
Os opositores ao negócio ainda alegaram suspeitas em relação à política energética da China e que, por esta razão, o Congresso deveria examinar a política energética da China, antes de autorizar a aquisição. Era uma clara tentativa de ganhar tempo até encontrar uma solução definitiva que impedisse o intento chinês. E de fato conseguiram, pois os executivos da CNOCC retiraram a proposta e a Chevron na ocasião comprou a UNOCAL por US$ 16,5 bilhões.
Ao mesmo tempo em que a China tem crescido economicamente e que, consequentemente, a sua demanda tem aumentado por petróleo, os Estados Unidos procuraram dar prosseguimento a estratégia de controlar grandes reservas no exterior para poder exercer pressão segundo os seus interesses, além de obter outros benefícios, como as novas oportunidades de negócio no setor petrolífero, o suprimento próprio e o suprimento de aliados.
Tendo fracassado em associar os ataques terroristas de 11 de setembro de 2001 ao regime de Saddam Hussein, o governo de George W. Bush apelou para a necessidade de travar uma guerra preventiva, a fim de impedir o uso de armas de destruição em massa que supostamente o regime de Saddam Hussein pretendia utilizar contra os Estados Unidos e os seus aliados. Sem o respaldo do Conselho de Segurança da ONU, da Rússia, da França e da Alemanha, os Estados Unidos e o Reino Unido iniciam os combates em março de 2003. Saddam Hussein é capturado em dezembro do mesmo ano e executado em dezembro de 2006, após ter sido julgado por um tribunal iraquiano.
Em relação ao petróleo, os combates contribuíram para a queda da produção iraquiana em 2003. Em média, a produção em 2003 foi de 1,3 milhões bpd. Em 2002, foram 2,1 milhões bpd produzidos e, em 2004, 2,0 milhões bpd. Apesar da invasão americana, a produção iraquiana não cresceu de maneira significativa. Isso se deve ao ambiente instável no Iraque e à resistência à abertura para as empresas estrangeiras.
Logo, pode-se concluir que os Estados Unidos não têm sido bem-sucedidos nos seus objetivos petrolíferos em relação ao Iraque, pois nos últimos anos os preços subiram até que em 2008 chegaram a níveis similares ao Choque de 1979, considerando a correção do dólar no período. Os preços caíram em 2009 devido à crise econômica mundial. Todavia os acontecimentos nos primeiros meses de 2011 concorrerão para uma nova alta dos preços do petróleo .
O início do ano de 2011 tem sido marcado por diversas manifestações de descontentamento com a situação política, econômica e social em diversos países como Grécia, Espanha, Chile, Índia, Costa do Marfim, entre outros. Têm recebido especial atenção por parte dos meios de comunicação os conflitos no “mundo” árabe, que se caracteriza por uma especificidade histórica, étnica, cultural e religiosa. Os conflitos no “mundo” árabe se distinguem pelo enfrentamento a governos autoritários que se perpetuam no poder e pela sua relação com a geopolítica da energia, como é o caso do Egito e da Líbia.
Os países árabes foram afetados pela crise econômica mundial, sobretudo pela redução da demanda dos recursos energéticos (petróleo e gás natural) que, consequentemente, levou à queda dos preços e das receitas de exportação. Isso não afetou somente os países exportadores de petróleo e gás natural, como também os países árabes não exportadores, pois a economia destes países depende dos recursos enviados às famílias de expatriados que trabalham ou nos países exportadores de petróleo e/ou gás natural, como Arábia Saudita, Kuwait, Emirados Árabes e Catar, ou na Europa, que passa por uma grave crise econômica.
Outro aspecto da crise econômica mundial que afetou os países árabes mais pobres está relacionado com os altos preços dos alimentos. O crescimento econômico de muitos países pobres no mundo nos últimos anos e especialmente o crescimento da China tem aumentado a demanda por alimentos e consequentemente os preços.
Os déficits na balança de pagamentos, decorrente, dentre outros fatores, dos altos preços dos alimentos e da queda dos preços do petróleo, agravaram as condições sociais da população deste países. A isto se somou o descontentamento com regimes autoritários que se perpetuam no poder.
Ben Ali, da Tunísia, estava no poder desde dezembro de 1987 até ser derrubado por um levante popular em janeiro de 2011. Em seguida, Hosni Mubarak, do Egito, que estava no poder desde outubro de 1981, também foi derrubado um levante popular em fevereiro de 2011.
Particularmente, o caso egípcio preocupou pela possibilidade de ascensão de um regime beligerante, que se voltasse contra Israel e a favor da causa palestina. E, do ponto de vista da geopolítica da energia, temia-se que os levantes interrompessem o fluxo de petróleo e gás natural pelo Canal de Suez, que poderia levar não somente ao aumento de preços dos recursos energéticos, como a consequências imprevisíveis para a fragilizada economia mundial.
Os Estados Unidos e as potências europeias ficaram muito preocupados com a queda de dois antigos aliados. Devido à sua retórica democrática, os Estados Unidos e as potências europeias não puderam ser mais contundentes na defesa de seus tradicionais aliados, pois os movimentos na Tunísia e no Egito possuem aspirações democráticas, todavia podem levar ao poder lideranças que contrariem os interesses dos Estados Unidos, da União Europeia e de Israel. Por isso, não tardou para que as potências ocidentais afirmassem a sua hegemonia na região, incitando os conflitos na Líbia, a fim de afastar Muamar Kadafi do poder.
Aproveitando-se de uma divisão histórica entre leste (onde se concentram as reservas de petróleo e onde se localiza Bengazi, segunda maior cidade da Líbia) e oeste (onde está Trípoli, capital da Líbia), as potências ocidentais apoiaram os insurgentes do leste. Para
isso, contaram com um mandato do Conselho de Segurança da ONU a fim de proteger civis dos conflitos por meio da criação de uma zona de exclusão aérea. Contudo, a ação das potências ocidentais, foi muito além da criação da zona de exclusão aérea, já que a Organização do Tratado do Atlântico Norte (OTAN) bombardeou as forças pró-Kadafi, contribuindo para a vitória dos insurgentes, que estabeleceram um novo governo na Líbia. Durante a Guerra Civil Síria, o governo da União Europeia passou a comprar petróleo de rebeldes sírios. Apesar do argumento usado nas guerras do século XXI de que se fragiliza o adversário economicamente destruindo poços de petróleo e caminhões de combustível, foi comprovado que esta atividade destrói o meio ambiente.